# لارس أجيرستيد
لارس أجيرستيد (بالدنماركية: Lars Agersted)‏ مواليد 9 مايو 1987، هو لاعب كرة يد دانمركي يلعب كجناح أيمن. يلعب حاليا مع نادي نورثزيلاند لكرة اليد في الدوري الدنماركي لكرة اليد ويحمل الرقم 9.